# رامجرد
شهر رامْجـِرد مرکز بخش درودزن شهرستان مرودشت در استان فارس ایران می‌باشد.

## پیشینه
نام سابق رامجرد، کوشکک (مرودشت) بود که با ارتقا به شهر به رامجرد تغییر نام داد.https://rc.majlis.ir/fa/law/show/135286

## وجه تسمیه
عنوان رامگرد در اصل به معنای شهر شاد و خرم، شهر خدای بزرگ یا شهر فرشته بوده‌است. (رام به معنای شاد و خرم، خدای بزرگ، فرشته بوده و گرد به معنای شهر بوده‌است)
رامجرد میتواند رمگرد باشد رم در پارسی پهلوی و همچنین پارسی دری بسیار امده و به معنی  قبیله و ایل  است  و اسطخری گفته است فارس بیشتر از صد رم داشت و نزدیک به چهل تای انها را یاد کرده اند  رم کاریان و رم جیلویه و رم دیوان 

## رتبه در استان
شهر رامجرد مرکز بخش درودزن بزرگترین بخش پرجمعیت  استان فارس می باشد.
لیست ۱۰ بخش پرجمعیت استان فارس که در آینده شهرستان خواهند شد.
| ردیف | بخش                 | شهرستان   | جمعیت سال ۱۳۹۵ |
| ---- | ------------------- | --------- | -------------- |
| ۱    | بخش درودزن          | مرودشت    | ۳۷٬۸۲۶         |
| ۲    | بخش جره و بالاده    | کازرون    | ۳۵٬۵۲۴         |
| ۳    | بخش سیدان           | مرودشت    | ۳۲٬۸۵۰         |
| ۴    | بخش ششده و قره بلاغ | فسا       | ۳۰۷۰۲          |
| ۵    | بخش جنت             | داراب     | ۲۹٬۸۵۲         |
| ۶    | بخش شیبکوه          | فسا       | ۲۶٬۹۱۹         |
| ۷    | بخش جویم            | لارستان   | ۲۵٬۰۸۱         |
| ۸    | بخش میمند           | فیروزآباد | ۲۴٬۸۸۵         |
| ۹    | بخش ارژن            | شیراز     | ۲۳٬۴۶۱         |
| ۱۰   | بخش فورگ            | داراب     | ۲۲٬۱۳۸         |

هم اکنون جمعیت بخش درودزن  از ۴ شهرستان زیر بیشتر است
| ردیف | شهرستان  | مرکز      | جمعیت سال ۱۳۹۵ |
| ---- | -------- | --------- | -------------- |
| ۱    | بختگان   | آباده طشک | ۳۲٬۲۲۴         |
| ۲    | پاسارگاد | سعادت‌شهر  | ۳۰٬۱۱۸         |
| ۳    | بوانات   | بوانات    | ۲۷٬۲۸۹         |
| ۴    | سرچهان   | کره ای    | ۲۳٬۱۲۹         |